# 미시시피 준주
미시시피 준주(영어: Mississippi Territory)는 1798년 4월 7일부터 미합중국의 20번째 주로 승격한 1817년 12월 10일까지 약 19년간 존재한 미국의 자치령, 즉 준주이다. 1804년과 1812년 두 차례 확대하여 궁극적으로는 멕시코만에서 테네시의 남쪽 경계까지 뻗어갔다. 원래 미시시피 준주는 현재의 앨라배마주를 포함하여, 1817년에 미시시피주가 되기 9개월 전 3월 3일에 동부에 있던 앨라배마 준주가 분할되었다. 1817년 12월 10일 미시시피 준주는 미국의 20번째 주로 승격되었다.

## 개요
미시시피 준주는 원래 스페인이 1795년에 체결한 마드리드 조약에 할양하기로 되어있었지만, 미국과 스페인 사이에서 그 취급에 대해 분쟁이 계속되고 있던 지역에서 1798년에 조직되었다. 그 분쟁 지역은 북위 31도선에서 북위 32도 28분까지, 즉 현재 앨라배마와 미시시피의 남쪽 절반까지 뻗어 있었다.
조지아는 1802년에 포기할 때까지 현재 앨라배마주와 미시시피주(북위 31도에서 북위 35도까지)의 모든 영역의 영유를 주장하고 있었다. 2년 후, 의회는 조지아의 분할 땅 모두를 포함하는 미시시피 준주의 경계를 확장했다.
1812년 미국 의회는 미시시피 준주에 서부 플로리다의 모빌 지구를 합병시켰다. 이 지역은 스페인이 영유권을 주장하고 있었지만, 미국은 루이지애나 인수에 의해 얻어진 매입 지역에 포함된다고 주장했다. 그 다음 해, 미군의 제임스 윌킨슨 장군이 무력으로 이 지역을 점령했지만, 스페인 사령관은 이에 저항하지 않았다.
1817년 3월 3일, 미시시피 준주는 분할된 서부가 미시시피주, 동부는 앨라배마 준주가 되었고, 톰빅비 강변 세인트 스티븐스에 앨라배마 준주의 임시 주도를 뒀다.

## 같이 보기
- 앨라배마 준주
- 미시시피주